# جایزه لوکوس
جایزهٔ لوکس (Locus Award) جایزه‌ای سالانه در زمینهٔ ادبیات علمی–تخیلی و فانتزی است که از سال ۱۹۷۰ بر مبنای نظرسنجی از خوانندگان مجلهٔ علمی‌تخیلی و فانتزی لوکس اهدا می‌شود و هدف از پایه‌گذاری آن، تاثیرگذاری بر آراء مخاطبان جایزه هوگو بوده‌است.
این جایزه در دسته‌های مختلفی از جمله بهترین رمان، بهترین رمان علمی–تخیلی، بهترین رمان فانتزی، بهترین رمان اول، بهترین کتاب جوانان، بهترین رمان کوتاه، بهترین داستان بلند، بهترین داستان کوتاه، بهترین مجله، بهترین ناشر، بهترین مجموعه، بهترین گلچین، بهترین ویراستار و بهترین هنرمند اهدا می‌شود.